# 5147 Maruyama
Az 5147 Maruyama (ideiglenes jelöléssel 1992 BQ) a Naprendszer kisbolygóövében található aszteroida. Ueda Szeidzsi és Kaneda Hirosi fedezte fel 1992. január 28-án.